# Nogra filicaulis
Nogra filicaulis là một loài thực vật có hoa trong họ Đậu. Loài này được (Kurz) Merr. miêu tả khoa học đầu tiên.